# Kassai Ilona (színművész)
Kassai Ilona, született Hiller Ilona (Szeged, 1928. július 8. –) Kossuth- és Jászai Mari-díjas magyar színésznő. Az Állami Déryné Színház alapító tagja.

## Életpálya
Kiskorától primadonna akart lenni – drámai színésznő lett. Szegeden Lehotay Árpád színiiskolájába járt, ahol Abonyi Tivadar, Hegedűs Tibor és Rajz János volt mestere. 1949-ben felvételt nyert a Színművészeti Főiskolára, azonban elhagyta a képzést rövid idő után. 1949-ben az Állami Bányász Színházba szerződött, majd 1951–től egyik alapító tagja lett a Faluszínháznak (a későbbi  Állami Déryné Színháznak). 1976-tól az Arany János Színház művésznője volt. 1961-ben Jászai Mari-díjat, majd két év múlva a Kossuth-díjat is megkapta. Sokáig a legfiatalabb Kossuth-díjas színésznő volt, mivel a díj átvételekor még nem volt 35 éves. Szinkronszínészként is népszerű, sokat foglalkoztatott művész.
A Kassai nevet az első férjétől történt válásuk után megtartotta, mert nem szerette az eredeti nevét, amit sok helyen Hitlernek értettek.

### Családja
Első férje egy operaénekes, Kassai János volt, akinek a vezetéknevét felvette és használja azóta is. Második férje Fülöp Kálmán dalszövegíró volt. 1965-ben férjhez ment negyedik férjéhez, Zana József színészhez, akitől 1984-ben elvált. Gyermekük Zana Zoltán (1966–) zenész, aki Ganxsta Zolee művésznéven vált híressé.

## Színpadi szerepek
- Friedrich Schiller: Ármány és szerelem....Lady Milford
- Shakespeare: II. Richard....Gloucester hercegné
- Katona József: Bánk bán....Melinda
- Szophoklész: Antigoné....Antigoné
- Shakespeare: Othello....Desdemona
- Hermann Gressieker: VIII. Henrik és hat felesége... Jane Seymour, a szeplőtlen királyné
- Mici néni két élete....Mariska
- Arthur Miller: Édes fiaim....Ann Deever
- Felkai Ferenc: A király bolondja....Eufémia
- Patrick Hamilton: Gázláng....Elisabeth
- Erich Kästner: Emil és a detektívek....Nagymama
- Tankred Dorst–Ursula Ehler: Amálka....Vízitündér
- Molière: Scapin furfangjai....Nériné
- Kosztolányi Dezső: Édes Anna....Vizyné
- Batta György: Töklámpás....Faggyúné asszony
- Robert Harling: Acélmagnóliák....Clairee Belcher
- Leonard Gershe: A pillangók szabadok....Mrs. Baker
- Kovalik Márta–Hegyi Imre: Profán ballada....Barátnő
- Charles Dickens: Karácsonyi ének....Fezziwigné
- Mark Twain: Tom Sawyer kalandjai....Polly néni
- Borisz Rabkin: Halhatatlan őrjárat....Olga
- Romhányi József: Csipkerózsika....Dajka
- Jules Verne: A tizenöt éves kapitány....Mrs.Weldon
- Zoltán Pál: Andersen mesél....Édesanya
- Gárdonyi Géza: A láthatatlan ember....Csáthné
- Szigligeti Ede: Liliomfi....Kamilla, a nevelőnő
- Sós György: Köznapi legenda....dr. Gedő Ilona
- Jókai Mór: Könyves Kálmán....Ingoli, Álmos felesége
- Németh László: Villámfénynél....Anna
- Tóth Miklós: Kutyaszorító....Etuka
- Hámori Tibor: A gyilkos nem én vagyok....Edit
- Szabó Magda: Kígyómarás....Paula
- Igor Rusnak: Rókák, jó éjszakát!....Magda
- Békés József: A hetedik kocsi....Magda
- Bertolt Brecht: Állítsátok meg Arturo Uit....Dockdaisy
- Kornyejcsuk: Bodzaliget....Vaszilissza
- Molière: Botcsinálta doktor....Rébék
- Kornyejcsuk: Csillagtárna....Galja Iváncsuk
- Gárdonyi Géza: Egri csillagok....Éva
- Honoré de Balzac: Grandet kisasszony....Eugénie
- Igor Lukovszkij: Két kapitány....Fenja Petrova
- Milan Begović: Ketten a viharban....Gigi
- Gorkij: Kispolgárok....Asszony
- Jókai Mór: A kőszívű ember fiai....Liedenwall Edith
- Emőd Tamás–Szirmai Albert: Mézeskalács....Királyné
- Szofronov: Moszkvai jellem....Zsénya, diáknő
- Illés Sándor: Az öreg béres....Rozika
- Muşatescu: Titanic keringő....Miza
- Heltai Jenő: A tündérlaki lányok....Boriska

## Filmjei

### Játékfilmek
- Tilos a szerelem (1965)
- Sikátor (1966)
- Makra (1972)
- Harmadik nekifutás (1973)
- A néma dosszié (1978)
- Az írógép (1999)
- Eichmann (2007)
- A nyomozó (2008)
- Argo 2. (2015)
- A fehér király (2016)
- A tökéletes gyilkos (2017)
- Valami Amerika 3. (2018)
- Legénybúcsú Bt. (2018)
- Zárójelentés (2020)
- Űrpiknik (2021)
- Tíz perc múlva három (2022)

### Tévéfilmek
- Hét kérdés a szerelemről (és három alkérdés) (1969)
- Cid (1981)
- A láperdő szelleme (1984)
- Tűrhető Lajos (1988)
- Szomszédok (1990)
- Dracula (2002)
- Szeret, nem szeret (2003)
- Budapest, nőváros (2008)
- Árulók (2017)

### Anime, rajzfilm szinkronok
- Macskarisztokraták: Madame Adelaide (1970)
- A róka és a kutya: Özvegyasszony (1981)
- Nauszika – A szél harcosai: Óbaba (1984)
- A brémai muzsikusok: Polgármester felesége (1989)
- A Pókember: May Parker (1994)
- Anasztázia: Marie Fjodorovna özvegy cárné (1997)
- Chihiro Szellemországban: Zeniba (2001)
- Mackótestvér: Medvemama (2003)
- A pityergő teve története: Chimed (2003)
- InuYasha: Kaede (2003)
- InuYasha, a film – Az időt felülmúló szerelem: Kaede (2006)
- InuYasha, a film 2. – Kastély a tükör mögött: Kaede (2007)
- Macskafogó 2. – A sátán macskája: Kifosztott néni (2007)
- Fullmetal Alchemist – A bölcsek kövének nyomában: Dante (2003) /a magyar szinkron 2006-ban készült/
- Avatár: Korra legendája: Katara (2012)

### Szinkronszerepei
| Cím                                       | Év        | Szerep                     | A szinkronizált színész    |
| ----------------------------------------- | --------- | -------------------------- | -------------------------- |
| Sissi 2. - Sissi, az ifjú császárné       | 1956      | Esterházy grófnő           | Helene Lauterböck          |
| A Macska                                  | 2014      | Rita asszony               | Pilar Pellicer             |
| Airplane!                                 | 1980      | Szlenget ismerő asszony    | Barbara Billingsley        |
| Paula és Paulina                          | 1998      | Piedad nagymama            | Libertad Lamarque          |
| Borostyán                                 | 1992      | Matilde                    | Didi Perego                |
| A kukorica gyermekei 2. – A végső áldozat | 1992      | Mrs. Burke                 | Marty Terry                |
| Egy év a Királynő életében                | 1993      | II. Erzsébet brit királynő | II. Erzsébet brit királynő |
| Gyilkos sorok                             | 1984–1996 | Mrs. Jessica Fletcher      | Angela Lansbury            |
| Fiorella                                  | 2000      | Roberta                    | María Cristina Lozada      |
| Harry Potter és a bölcsek köve            | 2001      | Minerva McGalagony         | Maggie Smith               |
| Harry Potter és a Titkok Kamrája          | 2002      | Minerva McGalagony         | Maggie Smith               |
| Harry Potter és az azkabani fogoly        | 2004      | Minerva McGalagony         | Maggie Smith               |
| Harry Potter és a Tűz Serlege             | 2005      | Minerva McGalagony         | Maggie Smith               |
| Harry Potter és a Főnix Rendje            | 2007      | Minerva McGalagony         | Maggie Smith               |
| Harry Potter és a Félvér Herceg           | 2009      | Minerva McGalagony         | Maggie Smith               |
| Harry Potter és a Halál ereklyéi 1.       | 2010      | Minerva McGalagony         | Maggie Smith               |
| Harry Potter és a Halál ereklyéi 2.       | 2011      | Minerva McGalagony         | Maggie Smith               |
| Sarokba szorítva                          | 2007      | Santa vda. de Irázabal     | Lucero Lazo                |
| A szerelem tengere                        | 2009–2010 | Luciana                    | Elsa Cárdenas              |
| Szulejmán                                 | 2011–2014 | Hanımağa                   | Yıldız Kültür              |
| Született feleségek                       | 2004–2012 | Karen McCluskey            | Kathryn Joosten            |
| Vad angyal                                | 1998–1999 | Angelika Di Carlo          | Lydia Lamaison             |
| Halló, halló!                             |           | Edith Melba Artois         | Carmen Silvera             |
| Gru 3.                                    | 2017      | Gru és Dru édesanyja       | Julie Andrews              |

## Díjai
- 1961 – Jászai Mari-díj
- 1963 – Kossuth-díj
- 1998 – Roger Kahane francia rendező Élek és szeretlek benneteket című filmje, amelyben nagymamát alakított, megkapta a Namur-i Nemzetközi Frankofón Filmfesztivál különdíja
- 1999 – Washingtoni Zsidó Filmfesztivál közönségdíja
- 2017 – SzíDoSz Életmű-díj [8]
- 2021 – Bujtor István-életműdíj [9]